# Łojów
Łojów (biał. Лоеў) – białoruskie osiedle typu miejskiego położone w obwodzie homelskim przy ujściu rzeki Soży do Dniepru, na drodze Rzeczyca - Czernihów (60 kilometrów od Rzeczycy). Stolica rejonu łojowskiego; 7,0 tys. mieszkańców (2010).
Pierwsza wzmianka o mieście pochodzi z roku 1505. Miasto magnackie położone było w końcu XVIII wieku w hrabstwie łojowskim w powiecie rzeczyckim województwa mińskiego.
W 1646 roku Sejm zdecydował, że Łojów wraz z Lubeczem zostanie przyłączony do Wielkiego Księstwa Litewskiego do czasu odzyskania przez WKL Trubecka, który król Władysław IV Waza przekazał dobrowolnie Moskwie w 1644 roku w zamian za sojusz przeciw Turcji.
Miasto znane jest głównie dzięki bitwom, które miały tutaj miejsce podczas powstania Chmielnickiego.
Na mocy uchwały Sejmu walnego z końca XVII wieku, aż do XIX wieku własność potomków obrońcy twierdzy w Lachowiczach kasztelana Mikołaja Judyckiego, który otrzymał Łojów za zasługi wojenne dla Rzeczypospolitej w wojnie z Moskwą.
W 1920 toczyły się pod Łojowem walki polskiej grupy mjr. Józefa Wolffa z oddziałami sowieckiej 24 Dywizji Strzelców  a potem polskiej załogi Łojowa z oddziałami Grupy Mozyrskiej i eskadrą Flotylli Dnieprzańskiej.